# 非線形システム論
非線形システム論（ひせんけいシステムろん、英語: nonlinear system theory）とは、線形システムでないシステム、特に非線形の常微分方程式で表された系を対象とした制御理論であり、その対象は実に多岐に渡る。
その中でも、状態方程式が無限回微分可能であるものについて集中的に研究され、線形システム論の概念の拡張を初め、微分幾何学の概念を応用して多くの成果が出始めている。その流れは大きく分けて
- 線形近似の有効領域を広げるもの
- 本質的に線形近似では制御できないもの

の2つがある。前者については、線形システムに変換する線形化が代表的であり、後者については双線形システムや非ホロノミックシステムを対象とした研究が挙げられる。

## 主な概念

### モデル表現
状態方程式 (state equation)
{\displaystyle {\begin{aligned}{\dot {x}}&=f(x,u)\\y&=h(x)\end{aligned}}}
とくに入力について1次であるもの
{\displaystyle {\begin{aligned}{\dot {x}}&=f(x)+g(x)u\\y&=h(x)\end{aligned}}}
をアフィン系と呼ぶ。

### 解析手法
平衡点 (equilibrium, equilibria)、平衡多様体 (equiliburium manifold)
{\displaystyle f(x,0)=0} または {\displaystyle f(x)=0}
を満たす {\displaystyle x}の集合。点の場合は平衡点、多様体の場合は平衡多様体と呼ぶ。また、非線形システムでは異なった複数平衡点が存在することがある。
局所性と大域性 (locality, globality)
線形システムは至る点で原点近傍と相似であるが、非線形システムの場合は一般的には相似でない。そのため、注目している点の近傍での議論（局所性 (locality)） と、全空間での議論（大域性 (globality)）を区別する必要がある。
安定性(stability)
線形システム論では安定性は一意であるが、非線形システムでは複数の異なる概念が多岐に渡って存在するため、安定論として一冊の本が書かれるくらいである。非線形システム論においてよく用いられる安定の概念にリアプノフ安定がある．リアプノフ関数を見つけることで判別できる。線形システムでは以下はいずれも等価である。
- 安定性 (stability)：状態が有界の範囲に留まり、かつ初期値を平衡点に近づければ状態の上界も平衡点に近づく性質
- 漸近安定性 (asymptotical stability)：状態が時間が経てばやがて平衡点に収束する性質
- 指数安定性 (exponential stability)：漸近安定の収束の度合いが指数関数で押えられる性質

可到達性 (reachability)
平衡点にある状態を有限時間内で（平衡点近傍の）任意の点に移すような入力が存在する性質
可制御性 (controllability)
任意の初期状態から有限時間で平衡点に移す入力が存在する性質
相対次数 (relative degree)
出力 {\displaystyle y} を繰り返し時間微分して、初めて入力 {\displaystyle u} が出てくるまでの回数。これがシステムの次数 {\displaystyle n} と一致するようなアフィン系は、可制御な線形システムと等価になる。例えば、
{\displaystyle {\begin{matrix}{\dot {y}}&=&y^{(1)}\\\vdots \\{\dot {y}}^{(n-1)}&=&g(x)u\\\end{matrix}}}
が成り立つとき、新しい座標を {\displaystyle z_{i}=y^{(i-1)}}、新しい入力を {\displaystyle v=g(x)u} と定義すれば、線形可制御正準形
{\displaystyle {\frac {\mathrm {d} }{\mathrm {d} t}}\left[{\begin{matrix}z_{1}\\z_{2}\\\vdots \\z_{n}\end{matrix}}\right]=\left[{\begin{matrix}0&1&\cdots &0\\0&0&\cdots &0\\\vdots &\vdots &\ddots &\vdots \\0&0&\cdots &0\end{matrix}}\right]\left[{\begin{matrix}z_{1}\\z_{2}\\\vdots \\z_{n}\end{matrix}}\right]+\left[{\begin{matrix}0\\\vdots \\0\\1\end{matrix}}\right]v}
が得られる。
ゼロダイナミクス (zero dynamics)
出力関数 {\displaystyle h(x)}をゼロに保つような入力を与えた時の内部状態の挙動。これが安定であるならば、出力零化制御を行なうだけで全体の安定化が達成できる。

### 制御系設計
線形化 (linearization)
座標変換とフィードバックにより、システムの状態（入出力応答）を線形システムと同じ振る舞いにすることを（入出力）線形化という。平衡点近傍の線形近似が最も基本的だが、大域的に近似誤差なく線形化する厳密な線形化があり、そのための必要十分条件が調べられている。線形化することができれば、あとは線形化されたシステムに対して線形システム論で得られる制御系設計手法を適用することができる。
ダイナミクスベースド制御 (dynamics based control)
厳密な線形化が、言わば強引にシステムの挙動を書き換えているのに対し、系が元来もつ動特性を活かして、スマートな制御系設計を行おうと言うものがダイナミクスベースド制御である。受動歩行に基づいて設計した能動歩行アルゴリズムがその例である。ただし、今のところは国内で用いられることが多い。

### 線形近似で解決できないシステム
双線形システム (bilinear system)
入力の係数が状態量の1次式になっているアフィン系。
{\displaystyle {\dot {x}}=f(x)+xu}
原点では入力が作用しなくなるシステムである。従って、原点の安定化問題は線形近似によって解決することができない。ダンパの減衰係数を入力とするセミアクティブサスペンションなどは双線形システムの好例である。
非ホロノミックシステム (nonholonomic system)
ホロノミックとは、力学的拘束を分類する言葉で、拘束式が一般化座標の代数方程式に帰着できる（自由度が落ちる）ものを指す。そうでないもの（例えば拘束式が微分方程式で表されるもの）を非ホロノミック拘束と呼び、そのような拘束を受けるシステムを非ホロノミックシステムと呼ぶ。例えば、移動に関する非ホロノミック制約として、自動車の車輪による拘束が好例である。自動車は車輪の制約により、真横に進むことはできないが、適当な経路を経由することで最終的に元の位置の真横の位置に移動することができる、しかし、このような運動を線形近似によって導き出すことはできない。

## 関連文献
今後拡充予定
- 吉田善章、永長直人、石村直之、西成活裕：「非線形数学」、丸善出版（東京大学工学教程 基礎系 数学）、ISBN 978-4-621-08992-7 (2016年1月20日).